# Cornelia Richter

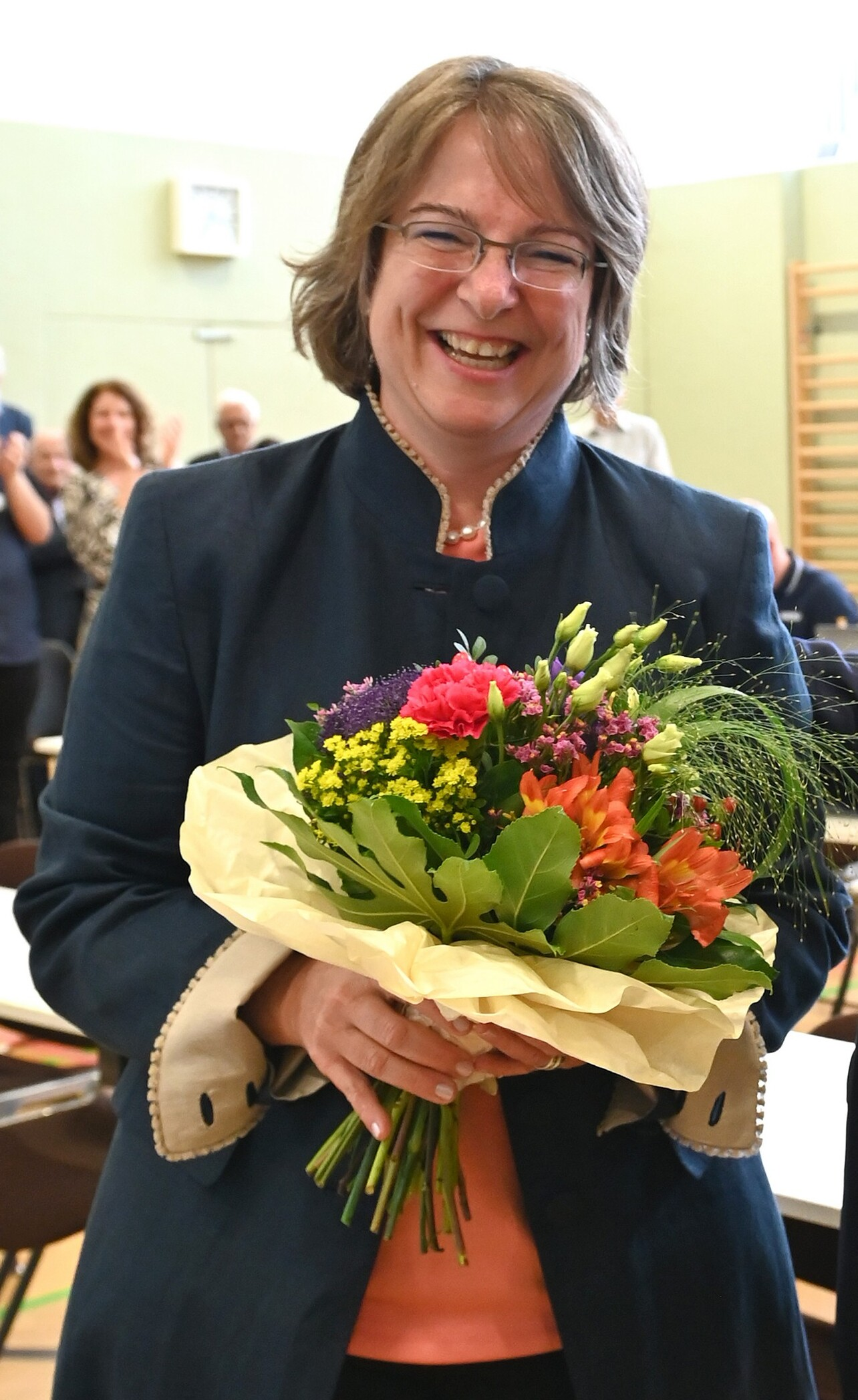
Cornelia Richter nach der Wahl zur Bischöfin 2025

Cornelia Richter (* 3. September 1970 in Bad Ischl) ist eine österreichische evangelische Theologin und Hochschullehrerin (Systematische Theologie) sowie designierte Bischöfin der Evangelische Kirche A.B. in Österreich.

## Werdegang
Cornelia Richter studierte von 1989 bis 1995 evangelische Theologie und Philosophie in Wien und München. Von 1996 bis 1997 war sie wissenschaftliche Mitarbeiterin am Forschungsprojekt „Religion der Moderne in soziologischer und theologischer Sicht“ (Falk Wagner) und von 1998 bis 2003 wissenschaftliche Mitarbeiterin am FG Systematische Theologie (Dietrich Korsch) in Marburg. Nach der Promotion 2002 (summa cum laude) war sie von 2003 bis 2005 Ass. Res. Prof. am Center for Subjectivity Research (CFS) in Kopenhagen. Von 1997 bis 2005 absolvierte sie den MA Sprecherziehung/Rhetorische Kommunikation an der Universität Koblenz-Landau. Von 2005 bis 2010 war sie wissenschaftliche Mitarbeiterin am FG Systematische Theologie in Marburg. Nach der Habilitation und Ernennung zur Privatdozentin 2010 war sie von 2010 bis 2011 Dozentin für Systematische Theologie am Missionsseminar Hermannsburg (Master of Theology) vertrat sie von 2010 bis 2012 die Professur für Systematische Theologie und Ethik an der JLU Gießen (Elisabeth Gräb-Schmidt) und 2011 (zusätzlich) den Lehrstuhl für Systematische Theologie an der Universität Zürich (Ingolf U. Dalferth). Seit 2012 lehrt sie als Professorin für Systematische Theologie und Hermeneutik (W3) an der Evangelisch-Theologischen Fakultät der Universität Bonn. Von 2020 bis 2024 leitete Richter die Fakultät als Dekanin. Seit 2024 ist Richter Vorsitzende des Senats der Universität Bonn. Darüber hinaus ist sie seit 2024 Universitätspredigerin der Schlosskirche der Universität. Seit 2024 ist Richter zudem in Teilzeit (20 %) Professorin an der University of St Andrews.
Sie koordiniert die DFG-geförderte Forschungsgruppe Resilienz in Religion und Spiritualität.
Am 23. Mai 2025 wurde Richter von der Synode der Evangelischen Kirche A.B. in Österreich im ersten Wahldurchgang mit 64 von 68 Stimmen zur Bischöfin und Nachfolgerin von Michael Chalupka gewählt. Richter ist die erste Frau im Bischofsamt der evangelischen Kirche in Österreich, sie tritt ihr Amt am 1. Jänner 2026 an.

## Privatleben
Richter wurde 1970 in Bad Ischl als Tochter des aus Berlin stammenden evangelischen Pfarrers der Gemeinde Bad Goisern, Gerhard Richter, geboren. Ihre Großmutter, Johanna Schulze, hat 1922 als erste Frau das Examen an der Evangelisch-Theologischen Fakultät der Universität Bonn abgelegt. Richter ist seit 2011 verwitwet und kinderlos.